# Гончарівка (зупинний пункт)
Гончарі́вка — пасажирський залізничний зупинний пункт Куп'янської дирекції Південної залізниці на лінії Куп'янськ-Вузловий — Красноріченська між станціями Сватове (8,5 км) та Куземівка (13,7 км). Розташований неподалік від селища Сосновий та села Зміївка Сватівського району, Луганської області.

## Пасажирське сполучення
Наприкінці лютого 2022 року, через російське вторгнення в Україну транспортне сполучення тимчасово припинене. Раніше курсували щодоби дві пари приміських поїздів сполученням Сватове — Куп'янськ-Вузловий.